# (10270) Skoglöv
(10270) Skoglöv est un astéroïde de la ceinture principale.

## Description
(10270) Skoglöv est un astéroïde de la ceinture principale. Il fut découvert le 16 mars 1980 à La Silla par Claes-Ingvar Lagerkvist. Il présente une orbite caractérisée par un demi-grand axe de 2,45 UA, une excentricité de 0,08 et une inclinaison de 5,8° par rapport à l'écliptique.

## Compléments